# Desray
Désirée Manders (La Haya, 28 de octubre de 1969) conocida por su nombre artístico Desray, es una cantante neerlandesa. Ganó popularidad y obtuvo éxito masivo a lo largo de los años 1990 como la voz de 2 Brothers on the 4th Floor, banda de eurodance.

## Biografía
En 1988 ganó fama nacional por primera vez, al participar en el programa Soundmixshow e interpretar la canción They Don't Play Our Lovesong Anymore de Anita Meyer. Después de una victoria en la ronda preliminar, logró llegar a la final y terminó tercera.
Ella se casó con su novio el 30 de junio de 2009, con quien había estado en pareja desde 1991. En 2016 el matrimonio se separó.
En 2020, a sus 50 años, le diagnosticaron cáncer de mama.

## Carrera
En 1993 se integró, junto con el rapero D-Rock (René Philips), a la banda de eurodance 2 Brothers on the 4th Floor. Con ellos el grupo alcanzó popularidad internacional y obtuvo éxitos en todo el mundo; como Never alone, Come take my hand y One day, pero fue su canción Dreams (Will Come Alive) la que hoy es considerada una obra maestra del género. La banda continua activa y ocasionalmente sale de gira por Europa, presentándose en festivales musicales del eurodance de los 90.
También formó, junto a Anita Doth; cantante de 2 Unlimited y Linda Estelle; cantante de T-Spoon, la superbanda Diva's of Dance.

### Solista
En 2000 participó en Big Brother, edición famosos.
En 2012 participó en el programa de talentos The Winner is... Venció en la primera ronda ante Anita Heilker 99-2, derrotó en la segunda ronda a Dewi Pechler 72-29 y en la tercera ronda triunfó contra Lilian Day Jackson 101-0. Con todos los votos del jurado, Desray ganó en la categoría Profesionales y así se clasificó para la final en vivo del 15 de marzo de 2012.
En de mayo de 2016 ella actuó con 2 Brothers on the 4th Floor en el Johan Cruyff Arena, participando en el concierto anual de los De Toppers.